# Ватутин, Фёдор Егорович
Фёдор Егорович Ватутин — советский хозяйственный, государственный и политический деятель, Герой Социалистического Труда.

## Биография
Родился в 1910 году в селе Хорошилово Старооскольского уезда Курской губернии. Член КПСС.
С 1931 года — на хозяйственной, общественной и политической работе. В 1931—1956 гг. — бригадир полеводческой бригады местного колхоза имени Ленина, военнослужащий Красной Армии, организатор сельхозартели в селе Кирово Ленинского района Еврейской автономной области, председатель колхоза «Трудовая нива» Ленинского района Еврейской автономной области Хабаровского края.
Указом Президиума Верховного Совета СССР от 12 марта 1966 года присвоено звание Героя Социалистического Труда с вручением ордена Ленина и золотой медали «Серп и Молот».
Избирался депутатом Верховного Совета РСФСР 5-го созыва, Совета Национальностей Верховного Совета СССР 7-го созыва от Ленинского избирательного округа Еврейской АО.
Умер в Хабаровске в 2004 году.